# Струна (газета)
«Струна» — чернігівська обласна  літературно-мистецька газета, засновником, видавцем і головним редактором якої є журналіст Петро Антоненко.
Газета зареєстрована і виходить з 2020.
Редактор видання Петро Антоненко вже понад 40 років працює у сфері журналістики. Був редактором однієї з перших демократичних газет Чернігівщини — «Сіверщина», з 2012 видає чернігівську обласну інформаційно-аналітичну газету «Світ-інфо». А ще він письменник, автор двох книг прози і поезій.